# ДМП-42

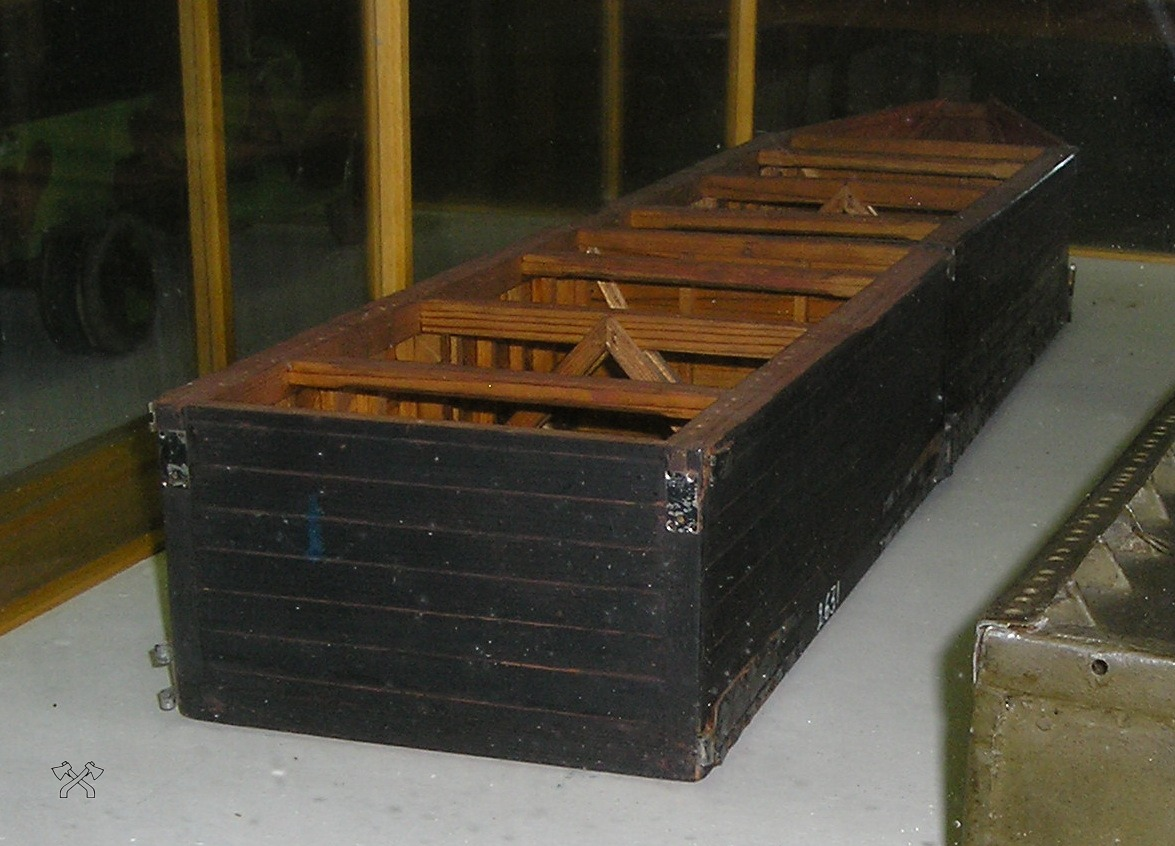
Понтон деревянного мостового парка ДМП-42

ДМП-42 - деревянный мостовой парк образца 1942 г.
Деревянный мостовой парк ДМП-42 предназначен для наведения паромных и мостовых переправ.
Имущество парка представляло собой изготовленную в войсковых мастерских упрощенную копию парка Н2П. Понтоны парка изготавливались из досок или фанеры. Начальники инженерных войск армий требовали чтобы при поставках парков из мастерских на имущество наносилась маркировка, это говорит о том, что не все элементы парка были взаимозаменяемы.
Для перевозки имущества парка ДМП-42 требуется 125 грузовых автомобилей.